# Liste englischsprachiger Schriftsteller
Dies ist eine Liste englischsprachiger Schriftsteller. Für eine Unterteilung nach Herkunftsland siehe auch:
Liste amerikanischer Schriftsteller
Liste australischer Schriftsteller
Liste britischer Schriftsteller
Liste englischer Dramatiker
Liste irischer Schriftsteller
Liste nordirischer Schriftsteller
Liste kanadischer Dichter
Liste kanadischer Schriftsteller
Liste neuseeländischer Schriftsteller
Liste schottischer Schriftsteller
Liste südafrikanischer Schriftsteller

## A
- Edward S. Aarons (USA)
- Megan Abbott (USA)
- Walter Abish (USA)
- Dan Abnett (GB)
- Peter Abrahams (USA)
- Dannie Abse (GB)
- Leo Abse (GB)
- Elizabeth Acevedo (USA)
- Chinua Achebe (NG)
- André Aciman (USA)
- Kathy Acker (USA)
- J. R. Ackerley (USA)
- Peter Ackroyd (GB)
- Mercedes de Acosta (USA)
- Harold Acton (GB)
- Gilbert Adair (GB)
- Barry Adam (CAN)
- Douglas Adams (GB)
- Nene Adams (USA)
- Richard Adams (GB)
- Fleur Adcock (NZ/GB)
- Caroline Adderson (CAN)
- Joseph Addison (GB)
- Aravind Adiga (IND)
- Warren Adler (USA)
- James Agee (USA)
- Grace Aguilar (GB)
- Cecelia Ahern (IRL)
- Conrad Aiken (USA)
- Joan Aiken (GB)
- Rennie Airth (ZA)
- Rabih Alameddine (Libanon)
- Edward Albee (USA)
- Becky Albertalli (USA)
- Geoffrey Alderman (GB)
- Naomi Alderman (GB)
- Richard Aldington (GB)
- Brian Aldiss (GB)
- Nelson Algren (USA)
- Monica Ali (GB/Bangladesch)
- Margery Allingham (GB)
- William Allingham (IRL)
- Dorothy Allison (USA)
- David Almond (GB)
- Rebecca Alpert (USA)
- Hilton Als (USA)
- Noel Alumit (USA/Philippinen)
- Al Alvarez (GB)
- Eric Ambler (GB)
- David Ambrose (GB)
- Kingsley Amis (GB)
- Rudolfo Anaya (USA)
- Charlie Jane Anders (USA)
- Barbara Anderson (NZ)
- Maxwell Anderson (USA)
- Sherwood Anderson (Schottland/USA)
- Maya Angelou (USA)
- Donald Antrim (USA)
- Gloria Anzaldúa (USA)
- John Arbuthnot (GB/Schottland)
- Jeffrey Archer (GB)
- John Arden (GB)
- John Armstrong (GB)
- Newton Arvin (USA)
- John Ashbery (USA)
- Jay Asher (USA)
- Bernard Ashley (GB)
- Evelyn Ashley (GB)
- Isaac Asimov (USA)
- Nadeem Aslam (PAK/GB)
- Elizabeth Asquith (GB)
- Gertrude Atherton (USA)
- Diana Athill (GB)
- Kate Atkinson (GB)
- Thomas Witlam Atkinson (GB)
- Margaret Atwood (CAN)
- W. H. Auden (GB)
- Jane Austen (GB)
- Paul Auster (USA)
- Ellis Avery (USA)
- Gillian Avery (GB)
- Victoria Aveyard (USA)

## B
- Richard Bach (USA)
- Francis Bacon (GB)
- Enid Bagnold (GB)
- Paul Bailey (GB)
- Beryl Bainbridge (GB)
- Dorothy Baker (USA)
- James Robert Baker (USA)
- Nicholson Baker (USA)
- James Baldwin (USA)
- Oliver Baldwin (GB)
- Patrick Balfour, 3. Baron Kinross (GB)
- David Ballantyne (NZ)
- George Ballard (GB)
- James Graham Ballard (GB)
- Iain M. Banks (GB)
- Lynne Reid Banks (GB)
- Russell Banks (USA)
- John Banville (IRL)
- Alex Barclay (IRL)
- Leland Bardwell (IRL)
- Joan Barfoot (CAN)
- Maurice Baring (GB)
- Clive Barker (GB)
- Pat Barker (GB)
- Djuna Barnes (USA)
- Julian Barnes (GB)
- Peter Barnes (GB)
- Allen Barnett (USA)
- Lisa A. Barnett (USA)
- Len Barot (USA)
- James M. Barrie (GB/Schottland)
- Kevin Barry (IRL)
- Sebastian Barry (IRL)
- Donald Barthelme (USA)
- Frederick Barthelme (USA)
- William Barton (USA)
- Władysław Bartoszewski (PL)
- Gurjinder Basran (UK/CAN)
- Colin Bateman (IRL/GB)
- Katharine Lee Bates (US)
- Ralph Bates (GB/USA)
- Marion Dane Bauer (US)
- Walter Bauer (D/CAN)
- Nina Bawden (GB)
- Bruce Bawer (USA)
- George Baxt (USA)
- William Bayer (USA)
- Barrington J. Bayley (GB)
- Pauline Baynes (GB)
- Peter S. Beagle (USA)
- Aubrey Beardsley (GB)
- S. Bear Bergman (USA)
- Ann Beattie (USA)
- Alison Bechdel (USA)
- Samuel Beckett (IRL)
- William Beckford (GB)
- Lillian Beckwith (GB)
- Sybille Bedford (GB)
- Louis Begley (USA)
- Brendan Behan (IRL)
- Dominic Behan (IRL)
- Quentin Bell (GB)
- Hilaire Belloc (GB)
- Saul Bellow (CAN/USA)
- Alan Bennett (GB)
- Arnold Bennett (GB)
- Charles Bennett (GB)
- Nigel Bennett (GB/CAN)
- Ronan Bennett (IRL/GB)
- Stella Benson (GB)
- John Berendt (USA)
- John Berger (GB)
- Thomas Berger (USA)
- Allan Bérubé (USA)
- John Berryman (USA)
- Betty Berzon (USA)
- John Betjeman (GB)
- Paul Bew (IRL/GB)
- Frank Bidart (USA)
- Lloyd Biggle (USA)
- Thomas Birch (GB)
- Ambrose Bierce (USA)
- Maeve Binchy (IRL)
- Augustine Birrell (GB)
- Elizabeth Bishop (USA)
- William Black (GB)
- Terence Blacker (GB)
- Harold John Blackham (GB)
- Clark Blaise (CAN/USA)
- Michael Blake (USA)
- William Blake (GB)
- Lucy Jane Bledsoe (USA)
- Michael Blumlein (USA)
- Robert Bly (USA)
- Enid Blyton (GB)
- Fred Bodsworth (CAN)
- Dirk Bogarde (GB)
- Rosita Boland (IRL)
- Dermot Bolger (IRL)
- Michael Bond (GB)
- Nelson Slade Bond (USA)
- Barrie Jean Borich (USA)
- James Boswell (GB)
- John Boswell (USA)
- Alain de Botton (CH/GB)
- Ben Bova (USA)
- Elizabeth Bowen (IRL/GB)
- Gail Bowen (CAN)
- Marjorie Bowen (GB)
- Patrick Gillman Bowen (IRL)
- Marilyn Bowering (CAN)
- Elisabeth Bowers (CAN)
- Richard Bowes (US)
- Jane Bowles (USA)
- Paul Bowles (USA)
- John Boyd (IRL/GB)
- William Boyd (GB)
- Keith Boykin (US)
- Charles Boyle (GB)
- Kay Boyle (USA)
- T. C. Boyle (USA)
- John Boyne (IRL)
- Malcolm Bradbury (GB)
- Ray Bradbury (USA)
- Scott Bradfield (USA)
- Marion Zimmer Bradley (USA)
- John Braine (GB)
- Valentin Braitenberg (IT)
- Christopher Bram (USA)
- Christianna Brand (GB)
- Beth Brant (CAN)
- Kamau Brathwaite (BRB)
- Richard Brautigan (USA)
- Alan Bray (GB)
- Herbie Brennan (IRL)
- Maeve Brennan (IRL/USA)
- Robert Brennan (IRL)
- Brian Brett (CAN)
- Lily Brett (AUS/USA)
- Patricia Briggs (USA)
- André Brink (ZA)
- Gwen Bristow (USA)
- Andrew Britton (USA)
- Harold Brodkey (USA)
- E. M. Broner (USA)
- Michael Bronski (USA)
- Anne Brontë (GB)
- Charlotte Brontë (GB)
- Emily Brontë (GB)
- Arthur Brooke (auch Broke; GB)
- Anita Brookner (GB)
- Ben Brooks (GB)
- Kevin Brooks (GB)
- Rhoda Broughton (GB)
- T. Alan Broughton (USA)
- Frank London Brown (USA)
- Fredric Brown (USA)
- Jericho Brown (USA)
- Rita Mae Brown (USA)
- Sharon Brown (CAN)
- Moses Browne (GB)
- Elizabeth Barrett Browning (GB)
- Robert Browning (GB)
- Sylvia Brownrigg (USA)
- Ken Bruen (IRL)
- John Brunner (GB)
- Bryher (Annie Winifred Ellerman; GB)
- Bill Bryson (USA)
- Pearl S. Buck (USA)
- Algis Budrys (USA)
- Vincent Bugliosi (USA)
- Charles Bukowski (USA)
- Vern Leroy Bullough (USA)
- Kenneth Bulmer (GB)
- Edward Bulwer-Lytton, 1. Baron Lytton (GB)
- Eve Bunting (USA)
- Joseph Hans Bunzel (geb. in A, später USA)
- Nick Burd (USA)
- Anthony Burgess (GB)
- Frances Hodgson Burnett (geb. in GB, später USA)
- Fanny Burney (GB)
- John Burningham (GB)
- Anna Burns (IRL/GB)
- John Horne Burns (US)
- Robert Burns (GB/Schottland)
- John Burnside (GB/Schottland)
- William S. Burroughs (USA)
- Siân Busby (GB)
- Gwendoline Butler (GB)
- Judith Butler (USA)
- Octavia E. Butler (USA)
- Samuel Butler (GB)
- A. S. Byatt (GB)
- Rob Byrnes (US)
- Lord Byron (GB)

## C
- James M. Cain (USA)
- Alice Calaprice (USA)
- Moyra Caldecott (GB)
- Erskine Caldwell (USA)
- Taylor Caldwell (USA)
- Patrick Califia (USA)
- Andrew Calimach (USA/RUM)
- Peter Cameron (USA)
- Joseph Campbell (USA)
- Roy Campbell (GB/Südafrika)
- Richard Owen Cambridge (GB)
- Truman Capote (USA)
- Tom Cardamone (USA)
- Edward Carey (GB/USA)
- Henry Carey (GB)
- Peter Carey (AUS)
- William Carleton (IRL)
- Edward Carpenter (GB)
- Richard Carpenter (GB)
- Allen Carr (GB)
- Caleb Carr (USA)
- J. L. Carr (GB)
- John Dickson Carr (USA)
- Marina Carr (IRL)
- Mary Jane Carr (USA)
- John le Carré (GB)
- Jonathan Carroll (USA/AT)
- Lewis Carroll (GB)
- Ciaran Carson (IRL/GB)
- Paul Carson (GB/IRL)
- Angela Carter (GB)
- David Carter (US)
- Justin Cartwright (GB)
- Raymond Carver (USA)
- Joyce Cary (IRL/GB)
- J. E. Casely Hayford (Ghana)
- Carlos Castaneda (USA)
- Ana Castillo (USA)
- Linda Castillo (USA)
- Edward Caswall (GB)
- Willa Cather (USA)
- Eleanor Catton (NZL)
- Christopher Caudwell (GB)
- Charles Causley (GB)
- Aidan Chambers (GB)
- Becky Chambers (USA)
- Frederick Chamier (GB)
- Raymond Chandler (USA)
- Jung Chang (USA)
- Desmond Chapman-Huston (IRL)
- Louis Charbonneau (USA)
- Anne Charnock (GB)
- Jerome Charyn (USA)
- Thomas Chatterton (GB)
- Bruce Chatwin (GB)
- Geoffrey Chaucer (England)
- George Chauncey (USA)
- Paddy Chayefsky (USA)
- John Cheever (USA)
- Cheiro (IRL)
- Phyllis Chesler (USA)
- Marion Chesney (GB)
- Gilbert Keith Chesterton (GB)
- Robert Erskine Childers (IRL)
- Susan Choi (USA)
- Kate Chopin (USA)
- Wayson Choy (CAN)
- Agatha Christie (GB)
- John Christopher (GB)
- Winston Churchill (GB)
- Tom Clancy (USA)
- John Pepper Clark (NGA)
- Mary Higgins Clark (USA)
- Arthur C. Clarke (GB)
- Austin Clarke (GB/Nordirland)
- Austin C. Clarke (Barbados/Kanada)
- James Clavell (Australien/USA)
- Eldridge Cleaver (USA)
- Ann Cleeves (GB)
- John Cleland (GB)
- Samuel Langhorne Clemens alias Mark Twain (USA)
- Harry Clifton (IRL)
- Kitty Clive (UK)
- Eleanor Coerr (CAN/USA)
- J. M. Coetzee (ZA)
- Joshua Cohen (USA)
- Matt Cohen (CAN)
- Samuel Taylor Coleridge (GB)
- Eoin Colfer (IRL)
- Charles Allston Collins (GB)
- Jackie Collins (GB/USA)
- Mary Collyer (GB)
- Padraic Colum (IRL)
- Katharine Coman (USA)
- Alex Comfort (GB)
- John Connolly (IRL)
- John Connor (GB)
- Robert Conquest (GB)
- Joseph Conrad (PL/GB)
- Shirley Conran (GB)
- Pat Conroy (USA)
- Blanche Wiesen Cook (USA)
- Nick Cook (GB)
- Richard Cook (GB)
- Matt Cook (GB)
- Robin Cook (USA)
- Dennis Cooper (USA)
- Edmund Cooper (GB)
- James Fenimore Cooper (USA)
- Jilly Cooper (GB)
- Robert Coover (USA)
- Michael Cordy (GB)
- Tee Corinne (USA)
- Claudia Maria Cornwall (CAN)
- Bernard Cornwell (GB)
- Patricia Cornwell (USA)
- Frank Cottrell Boyce (GB)
- Catherine Coulter (USA)
- Francis Coventry (GB)
- Noël Coward (GB)
- Jim Crace (GB)
- Amanda Craig (GB)
- Ryan Craig (GB)
- Hart Crane (USA)
- Stephen Crane (USA)
- Robert Creeley (USA)
- Harry Crews (USA)
- Michael Crichton (USA)
- Quentin Crisp (GB)
- Ann C. Crispin (USA)
- Edmund Crispin (GB)
- Freeman Wills Crofts (IRL)
- Thomas Crofton Croker (IRL)
- Louis Crompton (CAN)
- Anthony Cronin (IRL)
- Archibald Joseph Cronin (GB/Schottland)
- Julia Crouch (GB)
- Mart Crowley (USA)
- Lorna Crozier (CAN)
- Andrew Crumey (GB/Schottland)
- Countee Cullen (USA)
- E. E. Cummings (USA)
- Michael Cunningham (USA)
- Clive Cussler (USA)

## D
- Roald Dahl (GB)
- Janet Dailey (USA)
- Ita Daly (IRL)
- Mark Z. Danielewski (USA)
- Colin Dann (GB)
- George Darley (IRL)
- Peter David (USA)
- Basil Davidson (GB)
- Diane Mott Davidson (USA)
- Robyn Davidson (AUS)
- Luke Davies (AUS)
- Dorothy Salisbury Davis (USA)
- Lindsey Davis (GB)
- Lydia Davis (USA)
- Liam Davison (AUS)
- Abha Dawesar (USA/Indien)
- Amber Dawn (CAN)
- Cecil Day-Lewis (GB)
- Thomas De Quincey (GB)
- Peter de Rosa (GB/IRL)
- Seamus Deane (GB/IRL)
- Warwick Deeping (GB)
- Daniel Defoe (GB)
- E. M. Delafield (GB)
- Frank Delaney (IRL)
- Matthew B. J. Delaney (USA)
- Shelagh Delaney (GB)
- Samuel R. Delany (USA)
- Don DeLillo (USA)
- John D’Emilio (USA)
- John Denham (IRL/GB)
- William Deverell (CAN)
- Colin Dexter (GB)
- Charles Dickens (GB)
- James Dickey (USA)
- Don Dickinson (CAN)
- Emily Dickinson (USA)
- Peter Dickinson (GB)
- Eilís Dillon (IRL)
- S. S. Van Dine (USA)
- Diane DiPrima (USA)
- Thomas M. Disch (USA)
- Jenny Diski (GB)
- Benjamin Disraeli (GB)
- Melvin Dixon (USA)
- Carl Djerassi (USA)
- Farzana Doctor (CAN)
- E. L. Doctorow (USA)
- Anthony Doerr (USA)
- Julia Donaldson (GB)
- J. P. Donleavy (USA/IRL)
- John Donne (GB)
- Lara Elena Donnelly (USA)
- Emma Donoghue (IRL)
- Gerard Donovan (IRL)
- Hilda Doolittle (USA)
- Michael Dorris (USA)
- Candas Jane Dorsey (CAN)
- John Dos Passos (USA)
- Mark Doty (USA)
- Alfred Douglas (GB)
- George Douglas Brown (GB/Schottland)
- Norman Douglas (GB)
- Sara Douglass (AUS)
- Siobhan Dowd (IRL/GB)
- Jenny Downham (GB)
- Sir Arthur Conan Doyle (GB/Schottland)
- Roddy Doyle (IRL)
- David Drake (USA)
- Theodore Dreiser (USA)
- John Drinkwater (GB)
- William Henry Drummond (IRL/CAN)
- John Dryden (GB)
- Martin Duberman (USA)
- Carol Ann Duffy (GB)
- Martin Duffy (IRL)
- Paul Laurence Dunbar (USA)
- Hal Duncan (GB)
- Lois Duncan (USA)
- Patricia Duncker (GB)
- Helen Dunmore (GB)
- Douglas Dunn (GB)
- Katherine Dunn (USA)
- Dominick Dunne (USA)
- John Gregory Dunne (USA)
- Patrick Dunne (IRL)
- Dorothy Dunnett (GB/Schottland)
- Lord Dunsany (IRL)
- Francis Durbridge (GB)
- Lawrence Durrell (GB/Irland/Indien)
- Richard Dyer (GB)
- Elana Dykewomon (USA)
- Bob Dylan alias Robert Allen Zimmerman (USA)
- Wayne R. Dynes (USA)

## E
- Tony Earley (USA)
- Anne Easter Smith (GB/USA)
- Charles Eastman (USA)
- David Ebershoff (USA)
- Allan W. Eckert (USA)
- David Eddings (USA)
- Leigh Eddings (USA)
- Maria Edgeworth (GB/IRL)
- Richard Lovell Edgeworth (GB/IRL)
- Esi Edugyan (CAN)
- Dave Eggers (USA)
- George Eliot alias Mary Ann Evans (GB)
- T. S. Eliot (USA/GB)
- Ebenezer Elliott (GB)
- Sumner Locke Elliott (AUS/USA)
- Bret Easton Ellis (USA)
- Harlan Ellison (USA)
- Ralph Ellison (USA)
- R. J. Ellory (GB)
- James Ellroy (USA)
- Thomas Elyot (GB)
- Ralph Waldo Emerson (USA)
- Carol Emshwiller (USA)
- F. William Engdahl (USA)
- Anne Enright (IRL)
- Dennis Joseph Enright (GB)
- Louise Erdrich (USA)
- Steve Erickson (USA)
- Steven Erikson (CAN)
- Barbara Erskine (GB)
- William N. Eskridge (USA)
- Jeffrey Eugenides (USA)
- Janet Evanovich (USA)
- Caradoc Evans (GB/Wales)
- Bernardine Evaristo (GB)

## F
- Michel Faber (GB)
- Lillian Faderman (USA)
- Anne Fadiman (USA)
- John Fante (USA)
- Walter Farley (USA)
- Penelope Farmer (GB)
- Philip José Farmer (USA)
- George Farquhar (IRL)
- James T. Farrell (USA)
- James Gordon Farrell (GB/IRL)
- William Faulkner (USA)
- Raymond Federman (USA)
- David B. Feinberg (USA)
- Leslie Feinberg (USA)
- Elaine Feinstein (GB)
- Raymond Feist (USA)
- James Fenton (GB)
- Edna Ferber (USA)
- Marilyn Ferguson (USA)
- Samuel Ferguson (Irland)
- Robert Fergusson (GB/Schottland)
- Patrick Leigh Fermor (GB)
- Robert Ferro (USA)
- Martin Fido (GB)
- Edward Field (USA)
- Michael Field (GB)
- Nathaniel Field (GB)
- Rachel Field (USA)
- Henry Fielding (GB)
- Sarah Fielding (GB)
- Annie Adams Fields (USA)
- Amanda Filipacchi (USA)
- Anne Fine (GB)
- Peter Fisher (USA)
- Vardis Fisher (USA)
- Edward FitzGerald (GB)
- F. Scott Fitzgerald (USA)
- Zelda Fitzgerald (USA)
- Constantine Fitzgibbon (IRL)
- Louise Fitzhugh (USA)
- Jan Fleming (GB)
- Ian Fleming (GB)
- Peter Fleming (GB)
- John Fletcher (GB)
- John Gould Fletcher (USA)
- Eric Flint (USA)
- Cynthia Flood (CAN)
- Vince Flynn (USA)
- Jonathan Safran Foer (USA)
- John Ford (GB)
- Michael Thomas Ford (USA)
- Richard Ford (USA)
- Cecil Scott Forester (GB)
- Katherine V. Forrest (CAN)
- Edward Morgan Forster (GB)
- Jeannette Howard Foster (USA)
- Margaret Forster (GB)
- Stephen Foster (USA)
- John Fowles (GB)
- Edward Fox (USA/GB)
- Mem Fox (AUS)
- Paula Fox (USA)
- George Foy (USA)
- Janet Frame (NZL/GB)
- David France (US)
- David Francis (AUSTR)
- Dick Francis (GB)

Nathaniel Frank (USA)
- Benjamin Franklin (USA)
- Jonathan Franzen (USA)
- Christine Marion Fraser (GB)
- George MacDonald Fraser (GB)
- Michael Frayn (GB)
- Jonathan Freedland (GB)
- Nicolas Freeling (GB)
- Castle Freeman (USA)
- David French (CAN)
- Jackie French (AUS)
- Marilyn French (USA)
- Nicci French (GB)
- Patrick French (GB)
- Tana French (IRL)
- Philip Freneau (USA)
- Clement Freud (GB)
- Esther Freud (GB)
- James Frey (USA)
- Bruce Jay Friedman (USA)
- Brian Friel (GB/IRL)
- Jack Fritscher (USA)
- Robert Frost (USA)
- Christopher Fry (GB)
- Stephen Fry (GB)
- James Fugaté (USA)
- Roy Fuller (GB)
- Wes Funk (CAN)
- Maggie Furey (GB)
- Joseph Furphy (AUS)
- Frances Fyfield (GB)

## G
- William Gaddis (USA)
- Neil Gaiman (GB/USA)
- Patrick Gale (GB)
- Damon Galgut (ZA)
- Mavis Gallant (CAN)
- John Galsworthy (GB)
- John Galt (GB/Schottland)
- Patrick Galvin (IRL)
- Joshua Gamson (USA)
- Muriel Gantry (GB)
- Muriel Gardiner (USA)
- John Gardner (USA)
- John Edmund Gardner (GB)
- Leon Garfield (GB)
- Angelica Garnett (GB)
- David Garnett (GB)
- David Garrick (GB)
- Elizabeth Gaskell (GB)
- William Gass (USA)
- John Gay (GB)
- Peter Gay (USA)
- Roxane Gay (USA)
- Elizabeth George (USA)
- Jean Craighead George (USA)
- Geronimo (USA)
- Tess Gerritsen (USA)
- Masha Gessen (USA)
- Amitav Ghosh (IND)
- Camilla Gibb (UK/CAN)
- Margaret Gibson (CAN)
- William Gibson (USA, * 1948)
- William Gibson (USA, 1914–2008)
- Elsa Gidlow (USA)
- Richard Gifford (UK)
- Elizabeth Gilbert (GB)
- Charlotte Perkins Gilman (USA)
- Dorothy Gilman (USA)
- Frank D. Gilroy (USA)
- Alex Gino (USA)
- Allen Ginsberg (USA)
- William Giraldi (USA)
- George Robert Gissing (GB)
- Ellen Glasgow (USA)
- Susan Glaspell (USA)
- Terry Glavin (UK/CAN)
- Danuta Gleed (CAN)
- Victoria Glendinning (GB)
- Louise Glück (USA)
- Alan Glynn (IRL)
- Rumer Godden (GB)
- Oliver St. John Gogarty (IRL)
- Herbert Gold (USA)
- Arthur Golden (USA)
- Daniel Goldhagen (USA)
- William Golding (GB)
- William Goldman (USA)
- Oliver Goldsmith (IRL)
- Peter Goldsworthy (AUS)
- Leona Gom (CAN)
- Jewelle Gomez (USA)
- Rigoberto González (USA)
- Brad Gooch (USA)
- Melissa Good (USA)
- Terry Goodkind (USA)
- Lester Goran (USA)
- Nadine Gordimer (ZA)
- Richard Gordon (GB)
- Paula Gosling (USA/GB)
- Edmund Gosse (GB)
- Phyllis Gotlieb (CAN)
- Barbara Gowdy (CAN)
- John Gower (GB)
- Sue Grafton (USA)
- Kenneth Grahame (GB/Schottland)
- Judy Grahn (USA)
- Harley Granville-Barker (GB)
- Shirley Ann Grau (USA)
- Elizabeth Graver (USA)
- Robert Graves (GB)
- Alasdair Gray (GB)
- Thomas Gray (GB)
- Robert Greacen (IRL)
- Andrew Greeley (USA)
- Gerald Green (USA)
- Harlan Greene (USA)
- Henry Green (GB)
- John Green (USA)
- Roger Lancelyn Green (GB)
- Graham Greene (GB)
- Robert Greene (GB)
- Robert Greene (USA)
- Andrew Sean Greer (USA)
- Germaine Greer (AUS)
- Lady Isabella Augusta Gregory (Irland)
- Zane Grey (USA)
- Barbara Grier (USA)
- W. E. B. Griffin (USA)
- Nicola Griffith (GB)
- Margaret Ann Griffiths (GB)
- Rachel Eliza Griffiths (USA)
- Jim Grimsley (USA)
- John Grisham (USA)
- Winston Groom (USA)
- Doris Grumbach (USA)
- Michael Grumley (USA)
- Robert van Gulik (NL)
- James Gunn (USA)
- Neil Miller Gunn (GB/Schottland)
- Allan Gurganus (USA)
- Albert Ramsdell Gurney (USA)
- Beth Gutcheon (USA)
- David Guterson (USA)

## H
- H. D. (USA)
- Marilyn Hacker (USA)
- Tessa Hadley (GB)
- Henry Rider Haggard (GB)
- Matt Haig (GB)
- Jennifer Haigh (USA)
- Arthur Hailey (GB/Kanada)
- Alex Haley (USA)
- Thomas Chandler Haliburton (CAN/GB)
- Anna Maria Hall (IRL)
- James Hall (USA)
- Samuel Carter Hall (IRL)
- Mohsin Hamid (PAK/GB)
- Frederick Spencer Hamilton (GB)
- Hugo Hamilton (IRL)
- Dashiell Hammett (USA)
- Christopher Hampton (GB)
- Han Suyin (China)
- Charles Handy (IRL)
- Joseph Hansen (USA)
- James Hardiman (IRL)
- Georgina Harding (GB)
- Paul Harding (USA)
- Thomas Hardy (GB)
- Cyril Hare (GB)
- Beverley Harper (AUS)
- Stephen Harrigan (USA)
- Bertha Harris (USA)
- E. Lynn Harris (USA)
- Frank Harris (GB)
- Joel Chandler Harris (USA)
- Thomas Harris (USA)
- Harry Harrison (USA)
- Jim Harrison (USA)
- Ellen Hart (USA)
- Bret Harte (USA)
- L. P. Hartley (GB)
- Michael Hartnett (IRL)
- Sonya Hartnett (AUS)
- Diana Hartog (CAN)
- Kent Haruf (USA)
- Adam Haslett (USA)
- Selina Hastings (GB)
- Nathaniel Hawthorne (USA)
- Mo Hayder (GB)
- Tony Haygarth (GB)
- Rebecca Hazelton (USA)
- William Hazlitt (GB)
- Richard Head (IRL)
- Dan Healey (CAN/GB)
- Trebor Healey (USA)
- Dermot Healy (IRL)
- Seamus Heaney (IRL)
- Henry F. Heard (GB/USA)
- Lafcadio Hearn (USA)
- Anne Hébert (CAN)
- John Hegley (GB)
- Carolyn Heilbrun (USA)
- Scott Heim (USA)
- Robert A. Heinlein (USA)
- Joseph Heller (USA)
- Lillian Hellman (USA)
- Ernest Hemingway (USA)
- Essex Hemphill (USA)
- John G. Hemry (USA)
- Lee Henderson (CAN)
- James Heneghan (CAN)
- William Ernest Henley (GB)
- O. Henry (USA)
- Philip Hensher (GB)
- George Herbert (GB)
- James Herbert (GB)
- Joseph Hergesheimer (USA)
- Michael Herr (USA)
- Robert Herrick (USA)
- Jim Heynen (USA)
- DuBose Heyward (USA)
- Robert Smythe Hichens (GB)
- Christine Dwyer Hickey (IRL)
- George V. Higgins (USA)
- Jack Higgins (GB)
- Michael D. Higgins (IRL)
- Padraig J. Higgins (IRL)
- Patricia Highsmith (USA)
- Oscar Hijuelos (USA)
- Raul Hilberg (USA)
- Geoffrey Hill (GB)
- John Hill (GB)
- Nathan  Hill (USA)
- Reginald Hill (GB)
- James Hillman (USA)
- James Hilton (GB)
- Barry Hines (GB)
- William Hjortsberg (USA)
- Russell Hoban (USA/GB)
- Alice Tisdale Hobart (USA)
- Thomas Hobbes (GB)
- Adam Hochschild (USA)
- Arlie Russell Hochschild (USA)
- Eric Hoffer (USA)
- Alice Hoffman (USA)
- Calvin Hoffman (USA)
- Jilliane Hoffman (USA)
- Lee Hoffman (USA)
- Nicholas von Hoffman (USA)
- Paul Hoffman (GB)
- Desmond Hogan (IRL)
- Pauline Holdstock (UK/CAN)
- Raphael Holinshed (GB)
- John Hollander (USA)
- Andrew Holleran (USA)
- Alan Hollinghurst (GB)
- James Holmes (USA/NL)
- Oliver Wendell Holmes (USA)
- Victoria Holt (GB)
- bell hooks (USA)
- Helen Hooven Santmyer (USA)
- Francis Hopkinson (USA)
- Gerard Manley Hopkins
- Nalo Hopkinson (Kanada)
- Sarah Winnemucca Hopkins (USA)
- Nick Hornby (GB)
- Alistair Horne (GB)
- Ernest William Hornung (GB)
- Polly Horvath (USA/CAN)
- Geoffrey Household (GB)
- A. E. Housman (GB)
- Chenjerai Hove (ZWE)
- Elizabeth Jane Howard (GB)
- Richard Howard (USA)
- Fred Hoyle (GB)
- L. Ron Hubbard (USA)
- Tanya Huff (Kanada)
- Barry Hughart (USA)
- Caoilinn Hughes (IRL)
- Declan Hughes (IRL)
- Langston Hughes (USA)
- Richard Hughes (GB)
- Shirley Hughes (GB)
- Ted Hughes (GB)
- Zach Hughes (USA)
- Raymond Hull (GB/CAN)
- Erin Hunter (GB)
- Samuel P. Huntington (USA)
- Fannie Hurst (USA)
- Zora Neale Hurston (USA)
- Nancy Huston (CAN)
- Siri Hustvedt (USA)
- Maude Hutchins (USA)
- Pat Hutchins (GB)
- Bruce Hutchison (CAN)
- Aldous Leonard Huxley (GB)
- David Henry Hwang (USA)
- Joe Hyams (USA)
- Douglas Hyde (IRL)

## I
- Eva Ibbotson (GB)
- William Motter Inge (USA)
- Jean Ingelow (GB)
- Michael Innes (GB)
- Ralph Hammond Innes (GB)
- Valentin Iremonger (IRL)
- John Irving (USA)
- Washington Irving (USA)
- Christopher Isherwood (GB/USA)
- Kazuo Ishiguro (GB)
- Arturo Islas (USA)
- Alan Isler (GB/USA)
- Frances Itani (CAN)
- Festus Iyayi (NGA)
- George Cecil Ives (GB)

## J
- Helen Hunt Jackson (USA)
- Shirley Jackson (USA)
- A. J. Jacobs (USA)
- Harriet A. Jacobs (USA)
- Howard Jacobson (GB)
- Brian Jacques (GB)
- Rona Jaffe (USA)
- Zvi Jagendorf (Israel)
- Annamarie Jagose (Neuseeland)
- John Jakes (USA)
- C. L. R. James (Trinidad & Tobago/GB)
- Henry James (USA/GB)
- Marlon James (JAM)
- P. D. James (GB)
- Randall Jarrell (USA)
- Karla Jay (USA)
- Sheila Jeffreys (GB)
- N. K. Jemisin (USA)
- Gary Jennings (USA)
- K. W. Jeter (USA)
- Sarah Orne Jewett (USA)
- Iris Johansen (USA)
- Warren Johansson (USA)
- Adam Johnson (USA)
- B. S. Johnson (GB)
- Charles Richard Johnson (USA)
- David K. Johnson (USA)
- Denis Johnson (USA)
- Emily Pauline Johnson (USA)
- Fenton Johnson (* 1888, USA)
- Fenton Johnson (* 1953, USA)
- James Weldon Johnson (USA)
- Samuel Johnson (GB)
- Toby Johnson (USA)
- Fred Johnston (IRL)
- Jennifer Johnston (IRL)
- Jill Johnston (USA)
- William Denis Johnston (GB/Nordirland)
- Nick Johnstone (GB)
- Edward P. Jones (USA)
- Ernest Jones (GB)
- James Jones (USA)
- LeRoi Jones alias Imamu Amiri Baraka (USA)
- Tayari Jones (USA)
- Thomas Gwynn Jones (GB/Wales)
- Ben Jonson (GB)
- Neil Jordan (IRL)
- Sherryl Jordan (NZ)
- F. Sionil José (PHL)
- Manu Joseph (IND)
- Graham Joyce (GB)
- James Joyce (IRL)
- Stanislaus Joyce (IRL)

## K
- Karin Kallmaker (USA)
- Stuart Kaminsky (USA)
- Meena Kandasamy (IND)
- Ben Kane (IRL)
- Sarah Kane (GB)
- MacKinlay Kantor (USA)
- Philip Kapleau (USA)
- Farida Karodia (ZA)
- Shehan Karunatilaka (LKA)
- Julia Kasdorf (USA)
- Jonathan David Katz (USA)
- Jonathan Ned Katz (USA)
- George Simon Kaufman (USA)
- Alex Kava (USA)
- Patrick Kavanagh (IRL)
- Susan Kay (GB)
- Elia Kazan (USA)
- John B. Keane (IRL)
- Molly Keane (IRL)
- Paul Kearney (IRL/GB)
- H. R. F. Keating (GB)
- John Keats (GB)
- John Keble (GB)
- Claire Keegan (IRL)
- Evelyn Fox Keller (USA)
- Helen Keller (USA)
- William Kelley (USA)
- William Melvin Kelley (USA)
- Fiona Kelly (GB)
- Harry Kemelman (USA)
- Randall Kenan (USA)
- Thomas Henry Kendall (Australien)
- A. L. Kennedy (GB/Schottland)
- Emma Kennedy (GB)
- Eugene Kennedy (USA)
- Hubert Kennedy (USA)
- John Pendleton Kennedy (USA)
- Raymond Kennedy (USA)
- James Kenney (GB)
- Alexander Kent (GB)
- Simon Kernick (GB)
- Jack Kerouac (USA)
- Katharine Kerr (USA)
- Philip Kerr (GB)
- Jack Ketchum (USA)
- Francis Scott Key (USA)
- Daniel Keyes (USA)
- Greg Keyes (USA)
- Marian Keyes (IRL)
- Fred Khumalo (ZA)
- Benedict Kiely (IRL)
- Kevin Killian (USA)
- Thomas Kilroy (IRL)
- Jamaica Kincaid (USA)
- Laurie R. King (USA)
- Rosamond S. King (USA/Gambia)
- Stephen King (USA)
- Thomas King (USA)
- Charles Kingsley (GB)
- Dick King-Smith (GB)
- Barbara Kingsolver (USA)
- Maxine Hong Kingston (USA)
- Galway Kinnell (USA)
- Sophie Kinsella (GB)
- Thomas Kinsella (IRL)
- Rudyard Kipling (GB/Indien)
- Julie Klassen (USA)
- Phil Klay (USA)
- Eloise Klein Healy (USA)
- T. J. Klune (USA)
- Raymond Knister (CAN)
- Christopher John Koch (AUS)
- Wayne Koestenbaum (USA)
- Arthur Koestler (GB)
- Joy Kogawa (CAN)
- Yusef Komunyakaa (USA)
- Bill Konigsberg (USA)
- Dean Koontz (USA)
- Arthur L. Kopit (USA)
- Jerzy Kosiński (USA)
- Eve Kosofsky Sedgwick (USA)
- Conor Kostick (GB/IRL)
- William Kotzwinkle (USA)
- Larry Kramer (USA)
- Judith Krantz (USA)
- Nicole Krauss (USA)
- Anatoli Kudrjawizki (IRL)
- Scott Alan Kugle (USA)
- Hanif Kureishi (GB)
- Ellen Kushner (USA)
- Tony Kushner (USA)
- Henry Kuttner (USA)
- Thomas Kyd (England)

## L
- Josh Lacey (GB)
- Mercedes Lackey (USA)
- Oliver La Farge (USA)
- Raphael Aloysius Lafferty (USA)
- Frederica de Laguna (USA)
- Jhumpa Lahiri (USA)
- Kojo Laing (GHA)
- Olivia Laing (GB)
- Ronald D. Laing (GB)
- Elizabeth Laird (GB)
- Charles Lamb (GB)
- Mary Ann Lamb (GB)
- George Lamming (BB/GB)
- Walter Savage Landor (GB)
- Derek Landy (IRL)
- Ruby Langford Ginibi (AUS)
- Thomas Laqueur (USA)
- Elizabeth Lapovsky Kennedy (USA)
- Jennifer Lash (GB)
- Margaret Laurence (USA)
- D. H. Lawrence (GB)
- Thomas Edward Lawrence (GB)
- Stephen Butler Leacock (CAN)
- Edward Lear (GB)
- Timothy Leary (USA)
- David Leavitt (USA)
- Ann Leckie (USA)
- William Edward Hartpole Lecky (IRL)
- Brian Lecomber (GB)
- Francis Ledwidge (IRL)
- Harper Lee (USA)
- Hermione Lee (GB)
- Laurie Lee (GB)
- Sophia Lee (GB)
- Tanith Lee (GB)
- Gene Lees (CAN)
- Joseph Sheridan Le Fanu (IRL)
- Ursula K. Le Guin (USA)
- John Lehmann (GB)
- Fritz Leiber (USA)
- Justin Leiber (USA)
- Julia Leigh (AUS)
- Madeleine L’Engle (USA)
- Patrick Lennon (GB)
- Charlotte Lennox (GB)
- Donna Leon (USA)
- Elmore Leonard (USA)
- Hugh Leonard (IRL)
- John T. Lescroart (USA)
- Doris Lessing (GB)
- Stan Leventhal (USA)
- Meyer Levin (USA)
- Philip Levine (USA)
- David Levithan (USA)
- Myron Levoy (USA)
- Amy Levy (GB)
- Andrea Levy (GB)
- Cecil Lewis (GB)
- C. S. Lewis (IRL/GB)
- Norman Lewis (GB)
- Sinclair Lewis (USA)
- Wyndham Lewis (GB)
- Charles Lillard (CAN)
- George Lillo (GB)
- Lin Yutang (China/USA)
- Mark Lindquist (USA)
- Jane Lindskold (USA)
- Joan Lingard (GB)
- Eric Linklater (GB/Schottland)
- Jonathan Littell (USA/FR)
- Robert Littell (USA)
- Ivy Litwinow (GB)
- Penelope Lively (GB)
- Richard Llewellyn (GB/Wales)
- Arnold Lobel (USA)
- Patricia Lockwood (USA)
- David Lodge (GB)
- Ron Loewinsohn (USA)
- Hugh Lofting (GB)
- Jack London (USA)
- Henry Wadsworth Longfellow (USA)
- Michael Longley (IRL)
- Clare Longrigg (GB)
- Roger Longrigg (GB)
- Audre Lorde (USA)
- H. P. Lovecraft (USA)
- Peter Lovesey (GB)
- Amy Lowell (USA)
- James Russell Lowell (USA)
- Robert Lowell (USA)
- Malcolm Lowry (GB)
- Robert Lowry (USA)
- John V. Luce (IRL)
- Alison Lurie (USA)
- John Lutz (USA)
- John Lyly (GB)
- Elizabeth A. Lynn (USA)
- Bernárd Lynch (IRL)
- Paul Lynch (IRL)
- Phyllis Lyon (USA)
- Humphrey Lyttelton (GB)

## M
- Rozena Maart (RSA/CAN)
- Rose Macauley (GB)
- Donagh MacDonagh (IRL)
- George MacDonald (GB/Schottland)
- Ross Macdonald (USA)
- Dorothea Mackellar (AUS)
- Compton Mackenzie (GB/Schottland)
- Henry Mackenzie (GB/Schottland)
- Bernard MacLaverty (IRL/GB)
- Alistair MacLean (GB/Schottland)
- Archibald MacLeish (USA)
- Alistair MacLeod (CAN)
- Fiona Macleod = William Sharp (GB)
- Ian R. MacLeod (GB)
- Ken MacLeod (GB)
- Bryan Michael MacMahon (IRL)
- Louis MacNeice (IRL/GB)
- James Macpherson (GB/Schottland)
- Terence MacSwiney (IRL)
- Deirdre Madden (IRL/GB)
- Richard Robert Madden (IRL)
- Haki R. Madhubuti (USA)
- Madonna (USA)
- Karan Mahajan (USA)
- Kevin Maher (IRL/GB)
- Derek Mahon (IRL/GB)
- Margaret Mahy (NZ)
- Norman Mailer (USA)
- Michael Maittaire (FR/GB)
- Bernard Malamud (USA)
- Janet Malcolm (USA)
- Thomas Malory (England)
- Eric Malpass (GB/England)
- David Mamet (USA)
- Alberto Manguel (CAN)
- Jessica Mann (GB)
- Katherine Mansfield (Neuseeland)
- Hilary Mantel (GB)
- Philip Marchand (CAN)
- Eric Marcus (USA)
- Sharon Marcus (USA)
- Laurie J. Marks (USA)
- Daphne Marlatt (AUS/CAN)
- Christopher Marlowe (England)
- Florence Marryat (GB)
- Frederick Marryat (GB)
- Ngaio Marsh (NZL)
- Bruce Marshall (GB/Schottland)
- Yann Martel (CAN)
- Del Martin (USA)
- Emer Martin (IRL)
- Gail Z. Martin (USA)
- George R. R. Martin (USA)
- Theodore Martin (GB/Schottland)
- Edward Martyn (IRL)
- Andrew Marvell (England)
- John Masefield (GB)
- A. E. W. Mason (GB)
- Bobbie Ann Mason (USA)
- Paul Mason (GB)
- Richard Mason (GB)
- Jeffrey Masson (USA)
- John Masters (Indien/GB)
- Cotton Mather (USA)
- Richard Matheson (USA)
- Aidan Mathews (IRL)
- Harry Mathews (USA/FR)
- Peter Matthiessen (USA)
- Charles Robert Maturin (IRL)
- Robin Maugham (GB)
- W. Somerset Maugham (GB)
- Armistead Maupin (USA)
- William Maxwell (USA)
- Julian May (USA)
- Henry Mayhew (GB)
- Peter Mayle (GB)
- Suzette Mayr (CAN)
- Annalena McAfee (GB)
- Scott McBain (GB)
- Eimear McBride (GB)
- James McBride (USA)
- Eugene McCabe (IRL)
- Patrick McCabe (IRL)
- Alexander McCall Smith (GB/Schottland)
- Colum McCann (IRL/USA)
- John McCann (IRL)
- Charles McCarry (USA)
- Cormac McCarthy (USA)
- Mary McCarthy (USA)
- J. D. McClatchy (USA)
- Michael McClure (USA)
- Mike McCormack (IRL)
- Frank McCourt (USA)
- Malachy McCourt (USA)
- Elizabeth McCracken (USA)
- Tarell Alvin McCraney (USA)
- Barry McCrea (IRL)
- Carson McCullers (USA)
- Colleen McCullough (AUS)
- Val McDermid (USA/GB)
- Martin McDonagh (IRL)
- Ian McEwan (GB)
- Cody McFadyen (USA)
- John McGahern (IRL)
- Brian McGilloway (IRL/GB)
- Patrick McGinley (IRL/GB)
- Joe McGinniss (USA)
- Jon McGregor (GB)
- Frank McGuinness (IRL)
- Ian McGuire (GB)
- Maureen F. McHugh (USA)
- William McIlvanney (GB/Schottland)
- Lisa McInerney (IRL)
- Mary Susan McIntosh (GB)
- Suzy McKee Charnas (USA)
- Barry McKinnon (CAN)
- Adrian McKinty (IRL/GB)
- Lois McMaster Bujold (USA)
- Larry McMurtry (USA)
- Terrence McNally (USA)
- Eoin McNamee (IRL)
- Anna McPartlin (IRL)
- James Alan McPherson (USA)
- Conor McPherson (IRL)
- George McWhirter (IRL/CAN)
- Glenn Meade (IRL)
- L. T. Meade (IRL/GB)
- Marijane Meaker (USA)
- Gita Mehta (Indien/USA)
- Paul Melko (USA)
- Herman Melville (USA)
- Daniel Mendelsohn (USA)
- George Meredith (GB)
- William Meredith (USA)
- Mark Merlis (USA)
- James Merrill (USA)
- Samuel Merwin (USA)
- Joanne Meyerowitz (USA)
- Charlotte Mew (GB)
- Alice Meynell (GB)
- Viola Meynell (GB)
- Anne Michaels (CAN)
- James Albert Michener (USA)
- Margaret Millar (CAN)
- Sam Millar (IRL/GB)
- Edna St. Vincent Millay (USA)
- Arthur Miller (USA)
- Henry Miller (USA)
- Hugh Miller (GB)
- Neil Miller (USA)
- Kate Millett (USA)
- Magnus Mills (GB)
- Alan Alexander Milne (GB)
- John Milton (GB)
- Anthony Minghella (GB)
- Berniece Baker Miracle (USA)
- Mona Rae Miracle (USA)
- Adrian Mitchell (GB)
- David Mitchell (GB)
- Margaret Mitchell (USA)
- Nancy Freeman Mitford (GB)
- J. R. Moehringer (USA)
- Deborah Moggach (GB)
- Virginia Ramey Mollenkott (USA)
- N. Scott Momaday (USA)
- Paul Monette (USA)
- Sarah Monette (USA)
- Harriett Monroe (USA)
- John Montague (IRL)
- Charles Montgomery (CAN)
- James Montgomery (GB)
- Bill Moody (USA)
- Brian Moore (GB)
- Edward Moore (GB)
- George Moore (IRL)
- Jonathan Moore (USA)
- Marianne Moore (USA)
- Michael Moore (USA)
- Patrick Moore (GB)
- Thomas Moore (IRL)
- Frank Moorhouse (AUS)
- Jan Morris (GB)
- Danny Morrison (IRL)
- Jim Morrison (USA)
- Toni Morrison (USA)
- Mary Morrissy (IRL)
- John Morrow (IRL/GB)
- John Mortimer (GB)
- Andrew Morton (GB)
- Peter Morwood (IRL/GB)
- Steve Mosby (GB)
- Nicholas Mosley (GB)
- Walter Mosley (USA)
- Howard Moss (USA)
- Andrew Motion (GB)
- Mourning Dove (USA)
- Patricia Moyes (GB)
- Edwin Muir (GB)
- Paul Muldoon (NI/USA)
- Val Mulkerns (IRL)
- Thomas Mullen (USA)
- Anthony Munday (GB)
- Alice Munro (CAN)
- Hector Hugh Munro (GB)
- Neil Munro (GB/Schottland)
- Iris Murdoch (GB/IRL)
- Gerald Murnane (AUS)
- Jill Murphy (GB)
- Douglas Murray (GB)
- Paul Murray (IRL)
- John Middleton Murry (GB)
- Eileen Myles (USA)

## N
- Magdalen Nabb (GB/IT)
- Vladimir Nabokov (USA)
- V. S. Naipaul (Trinidad & Tobago/GB)
- Donna Jo Napoli (USA)
- R. K. Narayan (IND)
- Ogden Nash (USA)
- Michael Nava (USA)
- Gloria Naylor (USA)
- Louise Nealon (IRL)
- Rosemary Neering (GB/CAN)
- Chloe Neill (USA)
- Edith Nesbit (GB)
- Patrick Ness (USA)
- Joan Nestle (USA)
- Eric Newby (GB)
- Annalee Newitz (USA)
- Courttia Newland (GB)
- John Henry Newman (GB)
- Lesléa Newman (USA)
- Peter C. Newman (AT/CAN)
- Beverley Nichols (GB)
- Sally Nicholls (GB)
- C. W. Nicol (GB/JAP)
- Adela Florence Nicolson (GB)
- George Harold Nicolson (GB)
- Jenny Nimmo (GB)
- Anaïs Nin (USA)
- Jim Nisbet (USA)
- Hugh Nissenson (USA)
- John Niven (GB)
- Larry Niven (USA)
- Christopher Nolan (IRL)
- William F. Nolan (USA)
- Lawrence Norfolk (GB)
- Frank Norris (USA)
- Graham Norton (IRL)
- Rictor Norton (USA)
- Mary Novik (CAN)
- Alfred Noyes (GB)
- Beth Nugent (USA)
- Malla Nunn (AUS)

## O
- Joyce Carol Oates (USA)
- Dara Ó Briain (IRL)
- Edna O’Brien (IRL)
- Fitz-James O’Brien (IRL)
- Flann O’Brien (IRL)
- Kate O’Brien (IRL)
- Seán O’Casey (IRL)
- Carol O’Connell (USA)
- Frank O’Connor (IRL)
- Gemma O’Connor (IRL)
- Joseph O’Connor (IRL)
- Mary Flannery O’Connor (USA)
- Ulick O’Connor (IRL)
- Clifford Odets (USA)
- Peter O’Donnell (GB)
- Gerard O’Donovan (IRL)
- Julia O’Faolain (IRL)
- Nuala O’Faolain (IRL)
- Seán O’Faoláin (IRL)
- Maggie O’Farrell (IRL/GB)
- Andrew J. Offutt (USA)
- Liam O’Flaherty (IRL)
- Grace Ogot (KEN)
- Andrew O’Hagan (GB)
- Saul O’Hara (Pseud.)
- Breandán Ó hEithir (IRL)
- Seumas O’Kelly (IRL)
- Lauren Oliver (USA)
- Stewart O’Nan (USA)
- Michael Ondaatje (CAN)
- Eugene O’Neill (USA)
- Jamie O’Neill (IRL)
- Marian O’Neill (IRL)
- Kyle Onstott (USA)
- Peter Orlovsky (USA)
- Joe Orton (GB)
- George Orwell (GB)
- John Osborne (GB)
- Dominic Owuor Otiang'a (Ken)
- Julie Otsuka (USA)
- Ruth Ozeki (USA/CAN)

## P
- Chuck Palahniuk (USA)
- Grace Paley (USA)
- Edith Pargeter (GB)
- David Park (IRL/GB)
- Ruth Park (NZL/AUS)
- George Horatio Gilbert Parker (CAN)
- Robert B. Parker (USA)
- Stewart Parker (IRL/GB)
- Francis Parkman (USA)
- Walter Horatio Pater (GB)
- Katherine Paterson (USA)
- Jill Paton Walsh (GB)
- James Patterson (USA)
- Cindy Patton (USA)
- Fiona Patton (CAN)
- Gary Paulsen (USA)
- Steven Paulsen (AUS)
- David Peace (GB)
- Thomas Love Peacock (GB)
- Philippa Pearce (GB)
- Patrick Pearse (IRL)
- Dale Peck (USA)
- Mark Pendergrast (USA)
- Samuel Pepys (GB)
- Thomas Percy (GB)
- Walker Percy (USA)
- William Armstrong Percy (USA)
- Stan Persky (USA/CAN)
- Elizabeth Peters (USA)
- Julie Anne Peters (USA)
- Harry Mark Petrakis (USA)
- William Pfaff (USA)
- Susan Elizabeth Phillips (USA)
- Felice Picano (USA)
- Jodi Picoult (USA)
- Rosamunde Pilcher (GB)
- Doris Pilkington (AUS)
- Arthur Wing Pinero (GB)
- Harold Pinter (GB)
- Robert M. Pirsig (USA)
- Ruth Pitter (GB)
- Richard Plant (USA)
- Adrian Plass (GB)
- Alan Plater (GB)
- Sylvia Plath (USA)
- William Plomer (GB/Südafrika)
- Edgar Allan Poe (USA)
- Frederik Pohl (USA)
- Alexander Pope (GB)
- Jack Popplewell (GB)
- Henry Porter (GB)
- Katherine Anne Porter (USA)
- Peter Porter (AUS/GB)
- Charles Portis (USA)
- Karl Postl alias Charles Sealsfield (USA/österreichisch/deutsch)
- Chaim Potok (USA)
- Ezra Pound (USA/GB)
- Jerry Pournelle (USA)
- Anthony Powell (GB)
- Padgett Powell (USA)
- James Farl Powers (USA)
- Terry Pratchett (GB)
- Edwin John Pratt (CAN)
- Minnie Bruce Pratt (USA)
- Ruth Prawer Jhabvala (GB)
- H. F. M. Prescott (GB)
- John Preston (USA)
- Anthony Price (GB)
- Nancy Price (GB)
- Nancy Price (USA)
- Reynolds Price (USA)
- Christopher Priest (GB)
- John Boynton Priestley (GB)
- Matthew Prior (GB)
- Annie Proulx (CAN/USA)
- Philip Pullman (GB)
- James Purdy (USA)
- Mario Puzo (USA)
- Barbara Pym (GB)
- Thomas Pynchon (USA)

## Q
- Qiu Xiaolong (CHN/USA)
- Francis Quarles (GB)
- Carol Queen (USA)
- Christine Quintasket alias Mourning Dove

## R
- Jonathan Raban (GB/USA)
- Tom Rachman (GB/CAN)
- Ann Radcliffe (GB)
- Marguerite Radclyffe Hall (GB)
- David Rakoff (CAN/USA)
- Sir Walter Raleigh (GB)
- John Crow Ramson (USA)
- Ian Rankin (GB)
- Claudia Rankine (USA)
- Lev Raphael (USA)
- Julian Rathbone (GB)
- Terence Rattigan (GB)
- Sławomir Rawicz (POL/GB)
- Derek Raymond (GB)
- Herbert Read (GB)
- Miss Read (GB)
- Michael Reaves (USA)
- John Rechy (USA)
- Jean M. Redmann (USA)
- Patrick Redmond (GB)
- Justin Phillip Reed (USA)
- Douglas Reeman (GB)
- Matt Beynon Rees (GB)
- Clara Reeve (GB)
- Philip Reeve (GB)
- Kathy Reichs (USA)
- Forrest Reid (IRL/GB)
- Gayla Reid (AUS/CAN)
- Matthew Reilly (AU)
- Mary Renault (GB)
- Ruth Rendell (GB)
- Louise Rennison (GB)
- Agnes Repplier (USA)
- Mike Resnick (USA)
- Kenneth Rexroth (USA)
- Alastair Reynolds (GB)
- Jason Reynolds (USA)
- Mack Reynolds (USA)
- Simon Reynolds (GB/USA)
- Luke Rhinehart (USA)
- Ernest Percival Rhys (GB)
- Anne Rice (USA)
- Christopher Rice (USA)
- Elmer Rice (USA)
- Adrienne Rich (US)
- Dorothy Miller Richardson (GB)
- Henry Handel Richardson alias Henrietta Ethel Florence Lindesay (AUS)
- Samuel Richardson (GB)
- Keith Ridgway (IRL)
- Lucinda Riley (GB)
- Rick Riordan (USA)
- Richard Rive (ZA)
- Harold Robbins alias Francis Kane (USA)
- Tom Robbins (USA)
- Carolina De Robertis (GB)
- Charles George Douglas Roberts (CAN)
- Eden Robinson (CAN)
- Edwin Arlington Robinson (USA)
- Frank M. Robinson (USA)
- Lennox Robinson (IRL)
- Mary Robinson (GB)
- Peter Robinson (GB)
- Billy Roche (IRL)
- Mary Rodgers (USA)
- Theodore Roethke (USA)
- Adela Rogers St. Johns (USA)
- Rosemary Rogers (USA)
- Frederick Rolfe alias Baron Corvo (GB)
- Frank Ronan (IRL)
- Sally Rooney (IRL)
- Joel Rosenberg (CAN)
- Joe Rosenblatt (CAN)
- Meg Rosoff (USA/GB)
- Christina Rossetti (GB)
- Dante Gabriel Rossetti (GB)
- William Michael Rossetti (GB/IT)
- Henry Roth (USA)
- Philip Roth (USA)
- Alma Routsong (USA)
- Josephine Rowe (AUS)
- Rainbow Rowell (USA)
- Mary Rowlandson (USA)
- Joanne K. Rowling (GB)
- Arundhati Roy (Indien)
- Gayle Rubin (USA)
- Jane Rule (CAN)
- Leila Rupp (USA)
- Salman Rushdie (Indien/GB)
- Joanna Russ (USA)
- Bertrand Russell (GB/Wales)
- Eric Frank Russell (GB)
- Paul Elliott Russell (USA)
- George William Russell (Irland/GB)
- Richard Russo (USA)
- Vito Russo (USA)
- Richard Paul Russo (USA)
- Edward Rutherfurd (GB)
- Cornelius Ryan (IRL)
- Donal Ryan (IRL)
- Geoff Ryman (CAN)

## S
- Oliver Sacks (GB / USA)
- Edward Sackville-West, 5. Baron Sackville (GB)
- Vita Sackville-West (GB)
- Douglas Sadownick (USA)
- Benjamin Alire Sáenz (USA)
- Carl Sagan (USA)
- Sunjeev Sahota (GB)
- Assoto Saint (USA)
- Richard Sale (USA)
- J. D. Salinger (USA)
- James Sallis (USA)
- James Salter (USA)
- Carl Sandburg (USA)
- William Saroyan (USA)
- Siegfried Louvain Sassoon (GB)
- Kate Saunders (GB)
- Dan Savage (USA)
- Jon Savage (GB)
- Richard Henry Savage (USA)
- Sam Savage (USA)
- Thomas Savage (USA)
- Steven Savile (GB, SWE)
- Dorothy L. Sayers (GB)
- Steven Saylor (USA)
- Joan Schenkar (USA)
- Bill Schermbrucker (KEN, CAN)
- Richard Schickel (USA)
- Lawrence Schimel (USA)
- Alan Scholefield (ZA/GB)
- Ben Schott (GB)
- Olive Schreiner (ZA)
- Budd Schulberg (USA)
- Sarah Schulman (USA)
- James Schuyler (USA)
- Duncan Campbell Scott (CAN)
- Gil Scott-Heron (USA)
- James Scott (AUS)
- Melissa Scott (USA)
- Michael Scott (IRL)
- Sir Walter Scott (GB/Schottland)
- Lisa Scottoline (USA)
- Joseph Medlicott Scriven (IRL/CAN)
- Sterling Seagrave (USA/FR)
- Charles Sealsfield (USA)
- David Sedaris (USA)
- Marcus Sedgwick (GB)
- Erich Segal (USA)
- Hubert Selby (USA)
- Will Self (GB)
- Shyam Selvadurai (Kanada / Sri Lanka)
- Amartya Sen (IND/USA)
- Maurice Sendak (USA)
- Ernest Thompson Seton (Kanada)
- Anne Sexton (USA)
- Doris Shadbolt (CAN)
- Peter Shaffer (GB)
- Anthony Ashley Cooper, 3. Earl of Shaftesbury (GB)
- Nicholas Shakespeare (GB)
- William Shakespeare (England)
- Kamila Shamsie (PK/GB)
- James S. Shapiro (USA)
- Karl Shapiro (USA)
- Margery Sharp (GB)
- William Sharp (GB)
- Tom Sharpe (GB)
- Alfred Shaughnessy (GB)
- Bob Shaw (IRL/GB)
- George Bernard Shaw (IRL)
- Robert Sheckley (USA)
- Maurice Sheehy (IRL)
- Mary Wollstonecraft Shelley (GB)
- Percy Bysshe Shelley (GB)
- Jim Shepard (USA)
- Lucius Shepard (USA)
- Sam Shepard (USA)
- Richard Brinsley Sheridan (GB/IRL)
- Denis Ronald Sherman (GB)
- Martin Sherman (USA)
- Randy Shilts (USA)
- James Shirley (GB)
- Anita Shreve (USA)
- Nevil Shute (GB/AUS)
- Mary Sidney (GB)
- Philip Sidney (GB)
- Leslie Marmon Silko (USA)
- Alan Sillitoe (GB)
- Adam Silvera (USA)
- Kenneth Silverman (USA)
- Charles Silverstein (USA)
- Charles Simic (USA)
- Charles Simmons (USA)
- Dan Simmons (USA)
- Herbert Simmons (USA)
- William Gilmore Simms (USA)
- N. F. Simpson (GB)
- May Sinclair (GB)
- Upton Sinclair (USA)
- Isaac Bashevis Singer (USA)
- Khushwant Singh (IND)
- Edith Sitwell (GB)
- Osbert Sitwell (GB)
- David J. Skal (USA)
- Emma Smith (GB)
- Horace Smith (GB)
- Lillian Smith (USA)
- Martin Cruz Smith (USA)
- Stevie Smith (GB)
- Zadie Smith (GB/Jamaica)
- C. P. Snow (GB)
- Susan Sontag (USA)
- Ivan Southall (AUS)
- Robert Southey (GB)
- Tom Spanbauer (USA)
- Muriel Spark (GB)
- Nicholas Sparks (GB)
- Stephen Spender (GB)
- Edmund Spenser (GB)
- Marc Spitz (USA)
- Howard Spring (GB)
- John Collings Squire (GB)
- Brian M. Stableford (GB)
- Veronica Stallwood (GB)
- George Stambolian (USA)
- Luther Standing Bear (USA)
- Henry Morton Stanley (GB)
- Andy Stanton (GB)
- Edward St Aubyn (GB)
- Richard Steele (IRL)
- Gertrude Stein (USA)
- John Steinbeck (USA)
- James Stephens (GB/Nordirland)
- Simon Stephens (GB)
- Laurence Sterne (GB)
- Wallace Stevens (USA)
- Robert Louis Stevenson (GB/Schottland)
- Mary Stewart (GB)
- Samuel M. Steward (USA)
- Charles Warren Stoddard (USA)
- Aryeh Lev Stollman (USA)
- Irving Stone (USA)
- Tom Stoppard (GB)
- David Storey (GB)
- Rebecca Stott (GB)
- Randolph Stow (AUS)
- Harriet Beecher Stowe (USA)
- Lytton Strachey (GB)
- Carsten Stroud (CAN)
- Jonathan Stroud (GB)
- Douglas Stuart (GB)
- Francis Stuart (IRL)
- Howard O. Sturgis (GB)
- William Styron (USA)
- Ron Suresha (USA)
- Jacqueline Susann (USA)
- Paul Sussman (GB)
- Rosemary Sutcliff (GB)
- Peter Swanson (USA)
- Matthew Sweeney (IRL)
- Graham Swift (GB)
- Jonathan Swift (IRL)
- Algernon Charles Swinburne (GB)
- Mark Sykes (GB)
- John Addington Symonds (GB/Schweiz)
- Arthur William Symons (GB)
- Julian Symons (GB)
- John Millington Synge (IRL)

## T
- Mariko Tamaki (CAN)
- Amy Tan (USA)
- Tristan Taormino (USA)
- Donna Tartt (USA)
- James Tate (USA)
- Bayard Taylor (USA)
- Cory Taylor (AUS)
- Edward Taylor (USA)
- Graham P. Taylor (GB)
- John Taylor (GB)
- Tom Taylor (GB)
- Michelle Tea (USA)
- Peter Temple (AUS)
- William Tenn (USA)
- Alfred Lord Tennyson (GB)
- Peter Terson (GB)
- Josephine Tey (GB)
- William Makepeace Thackeray (GB/Indien)
- Aiden Thomas (USA)
- Angie Thomas (USA)
- Audrey Thomas (CAN/USA)
- Donald M. Thomas (GB)
- Dylan Thomas (GB/Wales)
- Edward Thomas (GB)
- Gordon Thomas (GB)
- Hugh Thomas (GB)
- Leslie Thomas (GB)
- Kate Thompson (GB)
- Kate Thompson (IRL)
- David Thomson (GB)
- James Thomson (1700) (* 1700; GB)
- James Thomson (1834) (* 1834; GB)
- Henry David Thoreau (USA)
- Adam Thorpe (GB)
- James Thurber (USA)
- James Tiptree junior (USA)
- Miriam Tlali (ZA)
- Alice B. Toklas (USA)
- Sandi Toksvig (GB)
- Colm Tóibín (IRL)
- J. R. R. Tolkien (GB)
- Henry Tomlinson (GB)
- F. X. Toole (USA)
- John Kennedy Toole (USA)
- Jean Toomer (USA)
- Paul Torday (GB)
- Piers Torday (GB)
- Larry Townsend (USA)
- Sue Townsend (GB)
- Arnold J. Toynbee (GB)
- P. L. Travers (Australien)
- Henry Treece (GB/Wales)
- William Trevor (IRL)
- Alexander Trocchi (GB/SCO)
- Anthony Trollope (GB)
- Frances Trollope (GB)
- Joanna Trollope (GB)
- M. J. Trow (GB)
- Una Troy (IRL)
- Walter James Turner (Australien/GB)
- Mark Twain (USA)
- Anne Tyler (USA)
- Katherine Tynan (GB/Irland)

## U
- Barry Unsworth (GB)
- John Updike (USA)
- Arthur W. Upfield (AUS)
- Edward Upward (GB)
- Leon Uris (USA)
- Jane Urquhart (GB)
- Peter Ustinov (GB)

## V
- Andrew Vachss (USA)
- Urvashi Vaid (USA)
- Catherynne M. Valente (USA)
- Jan Valtin (D/USA)
- Jack Vance (USA)
- Ruth Vanita (IND)
- Eric Van Lustbader (USA)
- Hilda Van Siller (USA)
- Carl Van Vechten (USA)
- David Vann (USA)
- Henry Vaughan (GB)
- Richard Murray Vaughan (KAN)
- Abraham Verghese (USA)
- Martha Vicinus (USA)
- Salley Vickers (GB)
- Gore Vidal (USA)
- Ned Vizzini (USA)
- William T. Vollmann (USA)
- Kurt Vonnegut (USA)
- Ocean Vuong (USA)

## W
- Martin Waddell (GB/IRL)
- Henry Wade (GB)
- Rebecca Wait (GB)
- Derek Walcott (St. Lucia/USA)
- Ayelet Waldman (USA)
- Keith Waldrop (USA)
- Alice Walker (USA)
- Mervyn Wall (IRL)
- David Foster Wallace (USA)
- Edgar Wallace (GB)
- Lewis Wallace (USA)
- Robert James Waller (USA)
- David Walliams (GB)
- Horace Walpole (GB)
- Hugh Walpole (NZL/GB)
- David Walsh (IRL)
- Enda Walsh (IRL)
- Maurice Walsh (IRL)
- Minette Walters (GB)
- Michael Warner (USA)
- Rex Warner (GB)
- Patricia Nell Warren (USA)
- Sylvia Townsend Warner (GB)
- Robert Penn Warren (USA)
- Tony Warren (GB)
- Booker T. Washington (USA)
- Bryan Washington (USA)
- Sarah Waters (GB)
- Vernon Philips Watkins (GB/Wales)
- Denys Watkins-Pitchford
- John Watson (GB)
- Alec Waugh (GB)
- Evelyn Waugh (GB)
- Sylvia Waugh (GB)
- Thomas Waugh (USA)
- Charles Webb (USA)
- Mary Gladys Webb (GB)
- David Weber (USA)
- John Webster (GB)
- Stanley G. Weinbaum (USA)
- Eliot Weinberger (USA)
- Helen Weinzweig (CAN)
- Denton Welch (GB)
- James Welch (USA)
- Jane Welch (GB)
- Fay Weldon (GB)
- H. G. Wells (GB)
- Irvine Welsh (GB/SCO)
- Louise Welsh (GB)
- Eudora Welty (USA)
- Patricia Wentworth (GB)
- Barbara Wersba (USA)
- Barry Werth (USA)
- Glenway Wescott (USA)
- Arnold Wesker (GB)
- John Wesley (GB)
- Mary Wesley (GB)
- Morris L. West (AUS)
- Nathanael West (USA)
- Rebecca West (GB)
- Scott Westerfeld (USA)
- Robert Westfield (USA)
- Donald E. Westlake (USA)
- Robert Paul Weston (GB/CAN)
- Janwillem van de Wetering (NL/USA)
- Edith Wharton (USA)
- Alex Wheatle (GB)
- Phillis Wheatley (USA)
- Edmund White (USA)
- Ethel Lina White (GB)
- James White (IRL/GB)
- Kenneth White (GB/FR)
- Michael White (AUS)
- Osmar White (AUS)
- Patrick White (AUS)
- T. H. White (GB)
- Walt Whitman (USA)
- George Whitmore (USA)
- Reed Whittemore (USA)
- John Greenleaf Whittier (USA)
- Leonard Wibberley (IRL/USA)
- Michael Wigglesworth (USA)
- Richard Wilbur (USA)
- Oscar Wilde (IRL)
- Peter Wildeblood (GB)
- Thornton Wilder (USA)
- Roderick Wilkinson (GB)
- David Ricardo Williams (CAN)
- Emlyn Williams (GB)
- Heathcote Williams (GB)
- John Hartley Williams (GB)
- Miller Williams (USA)
- Niall Williams (IRL)
- Nigel Williams (GB)
- Tennessee Williams (USA)
- William Carlos Williams (USA)
- Henry Williamson (GB)
- Nathanael Parker Willis (USA)
- James Wills (IRL)
- William Gorman Wills (IRL)
- John Wilmot, 2. Earl of Rochester (GB)
- Angus Wilson (GB)
- Budge Wilson (CAN)
- Colin Wilson (GB)
- Edmund Wilson (USA)
- Jacqueline Wilson (GB)
- Lanford Wilson (USA)
- Robert Wilson (GB)
- Robert Anton Wilson (USA)
- Robert Charles Wilson (CAN)
- Robert McLiam Wilson (IRL/GB)
- Sloan Wilson (USA)
- Donald Windham (USA)
- Carol Windley (CAN)
- David Wingrove (GB)
- Sarah Winman (GB)
- Don Winslow (USA)
- Jeanette Winterson (GB)
- Tim Winton (AUS)
- Owen Wister (USA)
- Pelham Grenville Wodehouse (GB/USA)
- David Wojnarowicz (USA)
- John Wolcot (GB)
- Gene Wolfe (USA)
- Swain Wolfe (USA)
- Thomas Wolfe (USA)
- Tom Wolfe (USA)
- Charlotte Wolff (GB)
- Tobias Wolff (USA)
- Dave Wolverton (USA)
- Chris Womersley (AUS)
- Christopher Wood (GB)
- Daniel Woodrell (USA)
- Jacqueline Woodson (USA)
- Virginia Woolf (GB)
- Herman Wouk (USA)
- John Wray (USA/AT)
- Doug Wright (USA)
- Eric Wright (CAN)
- Leslie Kirk Wright (USA)
- Richard Wright (USA)
- Ronald Wright (CAN)
- William Connor Wright (USA)
- Francis Wyndham (GB)

## X
- Emanuel Xavier (USA)

## Y
- David Yallop (GB)
- Irvin D. Yalom (USA)
- Richard Yates (USA)
- Jack Butler Yeats (IRL)
- William Butler Yeats (IRL)
- Peter Yeldham (AUS)
- Tamar Yellin (GB)
- Yellow Bird alias John Rollin Ridge (USA)
- Frank Yerby (USA)
- Augustus Young (IRL)
- Edward Young (GB)
- Francis Brett Young (GB/ZA)
- Louisa Young (GB)
- Patricia Young (CAN)
- Ray A. Young Bear (USA)
- Sol Yurick (USA)

## Z
- Israel Zangwill (GB)
- Roger Zelazny (USA)
- Robert D. Zimmerman (USA)
- Nell Zink (USA / D)